# Горохов, Ефим Степанович
Ефим Степанович Горохов (11.01.1888 — 17.02.1949) — инженер поезда № 2 по ремонту и восстановлению водокачек и водопроводных труб Управления военно-восстановительных работ № 6 Волховского фронта.

## Биография
Родился 11 января 1888 года в городе Тверь. Трудовую деятельность начал в 1903 году учеником слесаря ситценабивной фабрики местного фабриканта, затем два года проработал там же слесарем. После службы в армии, с 1911 по 1914 год трудился слесарем-инструментальщиком на той же ситценабивной фабрике. В августе 1914 года был снова призвали в армию. Участник 1-й мировой войны. В 1917 году вернулся в Тверь и работал слесарем механической мастерской Пролетарской фабрики.
В 1919 году стал железнодорожником. Работал слесарем, монтером и мастером по водоснабжению на станции Тверь Октябрьской железной дороги.
С началом Великой Отечественной войны был направлен в Ленинград и назначен помощником начальника а затем инженером Водрема № 2 Управления военно-восстановительных работ сперва Ленинградского, а потом Волховского фронта. Весь период напряженных боев в районе Калинина участок подвергался обстрелам и бомбардировкам. Горохов все время работал на самых опасных участках, в местах разрывов водонапорных магистралей, и ни разу не покинул своего поста. Порученную работу делал всегда в срок и качественно.
В январе 1943 года, после прорыва блокады Ленинграда, срочно была проложена линия от станции Волховстрой к Шлиссельбургу на Неве. Порой шпалы и рельсы укладывались прямо на снег. Но уже в начале февраля первый поезд прибыл в Ленинград.
Город Волхов и станция Волховстрой систематически подвергались бомбардировке вражеской авиацией. Только со второй половины марта до июня 1943 года на станцию было совершено 20 налётов с участием свыше 1300 самолётов. Основной задачей Водрема-2 было обеспечить водоснабжение паровозов на линии к Шлиссельбургу, куда прежде всего доставлялось продовольствие для жителей блокадного Ленинграда. Одновременно требовалось заправлять паровозы Северной железной дороги, которые обслуживали участок Волховстрой — Тихвин. Разумеется, Горохов был не единственным специалистом в Водреме-2, но его опыт мастера водоснабжения имел большую ценность. Ему, единственному из водремовцев, было присвоено звание Героя Социалистического Труда.
Указом Президиума Верховного Совета СССР от 5 ноября 1943 года «за особые заслуги в обеспечении перевозок для фронта и народного хозяйства и выдающиеся достижения в восстановлении железнодорожного хозяйства в трудных условиях военного времени» Горохову Ефиму Степановичу присвоено звание Героя Социалистического Труда с вручением ордена Ленина и золотой медали «Серп и Молот».
После полного снятия блокады Ленинграда Волховский фронт отличился в боях за освобождение Чудова и Новгорода, а затем был переименован в один из Прибалтийских фронтов и участвовал в освобождении Прибалтики. Оккупантами безжалостно разрушалось хозяйство железных дорог, водоснабжение. Е. С. Горохову, как и другим бойцам УВВР, зачастую под вражеским огнём и бомбами пришлось восстанавливать объекты водоснабжения. На протяжении всей войны Ефим Степанович в тяжелейших условиях, под бомбежками и обстрелами обеспечивал выполнение самых сложных и ответственных заданий командования по восстановлению водокачек, водонапорных башен, водопроводных колонок и других необходимых сооружений. В июне 1944 года Горохову было присвоено персональное звание инженер-майора пути и строительства.
В 1945 году вернулся с победой в родной город. Жил и работал в городе Калинине. Скончался 17 февраля 1949 года.
Награждён орденом Ленина, медалями; знаком «Почетный железнодорожник».